# 나주 나들목
나주 나들목(Naju IC)은 전라남도 나주시 노안면 계림리, 양천리에 걸쳐 있는 무안광주고속도로의 6번 교차로이다. 나주시내와는 10km 정도 멀리 떨어지는 곳에 있으며, 서울, 광주 방면에서 올 경우라면 1번 국도나 13번 국도를 이용하거나,서광산 나들목에서 진출하는 게 더 빠르다. 그러나 지방도 제822호선 (구 지방도 제831호선)을 거쳐야 한다. 이 나들목에서 계속 내려가다보면 동신대학교가 나온다. 무안 광주선이 2007년에 무안공항 ~ 나주 구간만 먼저 개통될 당시 종점이었다.

## 연혁
- 2002년 12월 6일 : 2007년 12월까지 나들목 신설을 위해 나주시 도시계획시설 교통광장에 나주시 노안면 계림리 일대를 나주 나들목으로 고시[1]
- 2007년 11월 8일 : 88올림픽고속도로 무안 ~ 나주 구간으로 개통[2]
- 2008년 1월 3일 : 무안 ~ 나주 구간이 무안광주고속도로로 분리되면서 무안광주고속도로에 속함.[3]
- 2008년 5월 28일 : 무안광주고속도로 나주 나들목 ~ 운수 나들목 구간이 개통

## 구조물 정보
- 위치 : 전라남도 나주시 노안면 계림리, 양천리
- 영업소 : 전라남도 나주시 노안면 무안광주고속도로 31

## 접속하는 도로
- 지방도 제822호선 (노안삼도로, 구 지방도 제831호선)

## 교통량 정보
| 요금소        | 통행량 (대/일) | 통행량 (대/일) | 통행량 (대/일) | 통행량 (대/일) | 통행량 (대/일) | 통행량 (대/일) | 통행량 (대/일) | 통행량 (대/일) | 통행량 (대/일) | 통행량 (대/일) | 각주  |
| 요금소        | 2007년         | 2008년         | 2009년         | 2010년         | 2011년         | 2012년         | 2013년         | 2014년         | 2015년         | 2016년         | 각주  |
| ------------- | -------------- | -------------- | -------------- | -------------- | -------------- | -------------- | -------------- | -------------- | -------------- | -------------- | ----- |
| 나주 (폐쇄식) | 1,800          | 1,455          | 1,043          | 1,089          | 1,250          | 1,264          | 1,108          | 1,043          | 1,068          | 1,143          | [ 4 ] |
| 요금소        | 2017년         | 2018년         | 2019년         |                |                |                |                |                |                |                | [ 4 ] |
| 나주 (폐쇄식) | 1,235          | 1,288          | 1,415          |                |                |                |                |                |                |                | [ 4 ] |